# Ліозненський район
Ліо́зненський райо́н (біл. Лёзненскі раён) — адміністративна одиниця Білорусі, Вітебська область.

## Географія
Річки: Чорниця.
| Білорусь | Це незавершена стаття з географії Білорусі. Ви можете допомогти проєкту, виправивши або дописавши її. |